# Criminalità in Argentina
La Criminalità in Argentina è caratterizzata da un tasso di omicidi di 5,5 ogni 100.000 abitanti.

## Criminalità per tipologia

### Omicidi
La criminalità in Argentina è caratterizzata da un tasso di omicidi di 5,5 ogni 100.000 abitanti. Nel 2010 nel paese ci sono stati in totale 2237 omicidi.

### Corruzione
L'Argentina ha sofferto lungamente di una corruzione endemica che rimane ancora oggi un serio problema, sia nel settore pubblico che privato, anche se il sistema istituzionale e legale che la combatte è decisamente forte.